# Atylus melanops
Atylus melanops är en kräftdjursart som först beskrevs av Oldevig 1959.  Atylus melanops ingår i släktet Atylus och familjen Dexaminidae. Inga underarter finns listade i Catalogue of Life.